# Pożegnanie z Avonlea
Pożegnanie z Avonlea (ang. Further Chronicles of Avonlea) – zbiór opowiadań autorstwa L.M. Montgomery, po raz pierwszy wydany w 1920 r., ciąg dalszy Opowieści z Avonlea tej samej autorki. Pierwsze polskie wydanie (w tłumaczeniu Ewy Fiszer) pochodzi z 1991 r.
Książka zawiera 15 opowiadań, których bohaterami są mieszkańcy Avonlea – fikcyjnej kanadyjskiej wioski, położonej na Wyspie Księcia Edwarda.
Pożegnanie z Avonlea jest często zaliczane do cyklu powieści o Ani z Zielonego Wzgórza. Mimo to Ania odgrywa bardzo niewielką rolę w zbiorku: jest narratorką jednego z opowiadań (Brunatny albumik panny Emilii) i jest krótko wspomniana w dwóch innych (Perska kotka ciotki Cyntii, Powrót Estery). W dwóch opowiadaniach pojawiają się także trzy inne postacie, znane z serii o Zielonym Wzgórzu: Diana Barry i Maryla Cuthbert (Brunatny albumik panny Emilii) oraz Małgorzata Linde (Duch przekory).

## Lista opowiadań[8][9]
| Tytuł oryginalny                    | Polskie tłumaczenie                  |
| ----------------------------------- | ------------------------------------ |
| Aunt Cynthia’s Persian Cat          | Perska kotka ciotki Cyntii           |
| The Materializing of Cecil          | O tym, jak zmaterializował się Cecil |
| Her Father’s Daughter               | Córka swego ojca                     |
| Jane’s Baby                         | Córeczka Janki                       |
| The Dream-Child                     | Zjawa                                |
| The Brother Who Failed              | Niewydarzony brat                    |
| The Return of Hester                | Powrót Estery                        |
| The Little Brown Book of Miss Emily | Brunatny albumik panny Emilii        |
| Sara’s Way                          | Duch przekory                        |
| The Son of his Mother               | Jedynak                              |
| The Education of Betty              | Edukacja Bietki                      |
| In Her Selfless Mood                | Istota całkowicie niesamolubna       |
| The Conscience Case of David Bell   | brak polskiego tłumaczenia           |
| Only a Common Fellow                | Ten pospolity facet                  |
| Tannis of the Flats                 | brak polskiego tłumaczenia           |